# Oecetis spatula
Oecetis spatula är en nattsländeart som beskrevs av Chen in Yang och Morse 2000. Oecetis spatula ingår i släktet Oecetis och familjen långhornssländor. Inga underarter finns listade i Catalogue of Life.